# Mesochorus inobseptus
Mesochorus inobseptus är en stekelart som beskrevs av Dasch 1971. Mesochorus inobseptus ingår i släktet Mesochorus och familjen brokparasitsteklar. Inga underarter finns listade i Catalogue of Life.